# Máximo Alcócer
Máximo Alcócer (ur. 15 kwietnia 1933 w Cochabambie, zm. 13 maja 2014 w Karolinie Północnej) – boliwijski piłkarz, reprezentant kraju, grający na pozycji napastnika. 

## Kariera klubowa
Alcócer urodził się w Cochabambie. Swoją przygodę z piłką rozpoczął w 1954 Unión Maestranza Viacha. Po dwóch sezonach spędzonych w Uniónie, w 1956 dołączył do Club Jorge Wilstermann. Wraz z drużyną Aviadores trzykrotnie sięgnął do mistrzostwo Boliwii w sezonach 1958, 1959 i 1960.
Niespodziewanie pierwszą część sezonu 1961 spędził w drugoligowym Club Always Ready, by drugą część tego sezonu kontynuować w Deportivo Municipal La Paz. Wraz z Deportivo zdobył pierwsze w historii klubu mistrzostwo Boliwii w sezonie 1961. 
Ostatnim klubem w karierze Alcócera był Club Aurora. Pomógł drużynie z rodzinnego miasta zdobyć mistrzostwo Boliwii w sezonie 1963. Pozwoliło to zagrać w rozgrywkach Copa Libertadores 1964. Klub zajął w grupie ostatnie miejsce i odpadł, a Alcócer zdobył dla swej drużyny jedną z dwóch bramek dających remis w spotkaniu z paragwajskim klubem Cerro Porteño. Po sezonie 1964 zakończył karierę piłkarską.

## Kariera reprezentacyjna
Alcócer w drużynie narodowej zadebiutował 9 czerwca 1957 w przegranym 2:5 meczu z Paragwajem. W 1959 został powołany na Copa América w Argentynie. Zagrał tam w 4 spotkaniach z Argentyną, Paragwajem, Chile i Peru. Na tym turnieju Boliwia zajęła 7. miejsce, a w spotkaniu z Chile Alcócer strzelił 2 bramki. 
Wystąpił także na Copa América 1963, na którym Boliwia zdobyła jedyny tytuł w historii. Zagrał tam w 6 spotkaniach z Ekwadorem (bramka), Kolumbią (bramka), Peru (bramka), Paragwajem, Argentyną i Brazylią (bramka). W sumie na tym turnieju strzelił 4 bramki. Mecz z Brazylią był ostatnim w drużynie narodowej dla Alcócera. Łącznie w latach 1957–1963 wystąpił w reprezentacji w 22 spotkaniach, w których strzelił 14 bramek.
| Mecze i gole w reprezentacji | Mecze i gole w reprezentacji | Mecze i gole w reprezentacji | Mecze i gole w reprezentacji | Mecze i gole w reprezentacji | Mecze i gole w reprezentacji | Mecze i gole w reprezentacji |
| #                            | Data                         | Miasto                       | Przeciwnik                   | Gol                          | Wynik                        | Rozgrywki                    |
| ---------------------------- | ---------------------------- | ---------------------------- | ---------------------------- | ---------------------------- | ---------------------------- | ---------------------------- |
| 1.                           | 09.06.1957                   | Asunción                     | Paragwaj                     |                              | 2:5                          | towarzyski                   |
| 2.                           | 12.06.1957                   | Asunción                     | Paragwaj                     |                              | 1:0                          | towarzyski                   |
| 3.                           | 18.08.1957                   | La Paz                       | Paragwaj                     | Gol                          | 3:3                          | towarzyski                   |
| 4.                           | 21.08.1957                   | La Paz                       | Paragwaj                     |                              | 2:1                          | towarzyski                   |
| 5.                           | 22.09.1957                   | Santiago                     | Chile                        |                              | 1:2                          | El. MŚ 1958                  |
| 6.                           | 29.09.1957                   | La Paz                       | Chile                        | Gol · Gol                    | 3:0                          | El. MŚ 1958                  |
| 7.                           | 06.10.1957                   | La Paz                       | Argentyna                    | Gol                          | 2:0                          | El. MŚ 1958                  |
| 8.                           | 27.10.1957                   | Buenos Aires                 | Argentyna                    |                              | 0:4                          | El. MŚ 1958                  |
| 9.                           | 11.03.1959                   | Buenos Aires                 | Argentyna                    |                              | 0:2                          | Copa América 1959            |
| 10.                          | 15.03.1959                   | Buenos Aires                 | Paragwaj                     |                              | 0:5                          | Copa América 1959            |
| 11.                          | 26.03.1959                   | Buenos Aires                 | Chile                        | Gol · Gol                    | 2:5                          | Copa América 1959            |
| 12.                          | 29.03.1959                   | Buenos Aires                 | Peru                         |                              | 0:0                          | Copa América 1959            |
| 13.                          | 15.07.1961                   | La Paz                       | Urugwaj                      | Gol                          | 1:1                          | El. MŚ 1962                  |
| 14.                          | 30.07.1961                   | Montevideo                   | Urugwaj                      |                              | 1:2                          | El. MŚ 1962                  |
| 15.                          | 10.08.1962                   | La Paz                       | Paragwaj                     | Gol · Gol                    | 3:2                          | towarzyski                   |
| 16.                          | 12.08.1962                   | Cochabamba                   | Paragwaj                     | Gol                          | 3:1                          | towarzyski                   |
| 17.                          | 10.03.1963                   | La Paz                       | Ekwador                      | Gol                          | 4:4                          | Copa América 1963            |
| 18.                          | 17.03.1963                   | Cochabamba                   | Kolumbia                     | Gol                          | 2:1                          | Copa América 1963            |
| 19.                          | 21.03.1963                   | La Paz                       | Peru                         | Gol                          | 3:2                          | Copa América 1963            |
| 20.                          | 24.03.1963                   | Cochabamba                   | Paragwaj                     |                              | 2:0                          | Copa América 1963            |
| 21.                          | 28.03.1963                   | La Paz                       | Argentyna                    |                              | 3:2                          | Copa América 1963            |
| 22.                          | 31.03.1963                   | Cochabamba                   | Brazylia                     | Gol                          | 5:4                          | Copa América 1963            |

## Sukcesy
Boliwia
- Copa América (1): 1963 (1. miejsce)

Club Jorge Wilstermann
- Mistrzostwo Boliwii (3): 1958, 1959, 1960

Deportivo Municipal La Paz
- Mistrzostwo Boliwii (1): 1961

Club Aurora
- Mistrzostwo Boliwii (1): 1963